# جيف لامب
جيف لامب (بالإنجليزية: Jeff Lamp)‏ مواليد 9 مارس 1959 في منيابولس، هو لاعب كرة سلة محترف أمريكي معتزل بدأ مسيرته الاحترافية في سنة 1981 حيث تم اختياره من قبل فريق بورتلاند ترايل بلايزرز خلال الدرافت، وحمل الرقم 3. يبلغ طوله 6 قدم 6 بوصة (2.0 م). اعتزل اللعب في 1993.

## فرق لعب لها
- بورتلاند ترايل بلايزرز
- ميلووكي باكز
- سان أنطونيو سبرز
- لوس أنجلوس ليكرز
- باسكت مانريسا

## روابط خارجية
- جيف لامب على موقع إن بي أي (الإنجليزية)
- جيف لامب على موقع سبورتس رفرنس (الإنجليزية)
- جيف لامب على موقع الدوري الإسباني لكرة السلة (الإسبانية)
- جيف لامب على موقع كلية كرة السلة في سبورتس رفرنس.كوم (الإنجليزية)
- جيف لامب على موقع ريلجم (الإنجليزية)
- جيف لامب على موقع بروبوليرز (الإنجليزية)
- جيف لامب على موقع سبورتس رفرنس (الإنجليزية)